# Hans Key
Hans Key (* 8. November 1927 in Blankenhain; † 20. Juni 2019 in Halle (Saale)) war ein deutscher Leichtathlet, DDR-Meister im Weitsprung und Leichtathletiktrainer in der DDR.

## Leben
Key besuchte ab 1940 die Nationalpolitische Erziehungsanstalt (NAPOLA) in Naumburg und wurde noch minderjährig im Zweiten Weltkrieg als Luftwaffenhelfer eingesetzt.
Nach dem Krieg wurde er bei den 2. Offenen Berliner Leichtathletik-Meisterschaften am 19. und 20. Juli 1947 Berliner Meister im Weitsprung mit einer Weite von 6,64 Meter. Er stellte zwei Ostzonen- bzw. DDR-Rekorde im Weitsprung auf. So übersprang er bei den Kreismeisterschaften der Leichtathleten 1948 für die SG Giebichenstein im Kurt-Wabbel-Stadion in Halle die 7-Meter-Marke. 1950 sprang er in Halberstadt für Einheit Mitte Halle 7,12 m. Bei den 2. Leichtathletik-DDR-Meisterschaften am 14. und 15. Juli 1951 in Erfurt gewann er als Teil der Auswahl der BSG Einheit Mitte Halle mit 42,8 Sekunden den Lauf der 4-mal-100-Meter-Staffel. Bei den 3. DDR-Meisterschaften für Leichtathletik vom 30. Juni bis zum 6. Juli 1952 in Jena wurde er als Teil der HSG Wissenschaft Halle mit einer Marke von 7,16 m DDR-Meister im Weitsprung. 1952 erreichte er mit 7,22 m auch seine persönliche Bestleistung im Weitsprung. Nach einem Unfall beendete er seine aktive Karriere und wurde Trainer. Von 1954 bis 1960 war er Olympiatrainer im Zehnkampf und von 1960 bis 1963 Olympiatrainer für den Sprint der Frauen. Er trainierte unter anderen Hannelore Sadau für die VI. Europameisterschaft in Schweden 1958, bei der sie eine Silbermedaille beim 200-Meter-Lauf holte. Zudem trainierte er Hannelore Raepke und Walter Meier für die Olympischen Spiele 1960 in Rom.
Nach seiner aktiven Zeit war er als Lehrer und Schuldirektor tätig. Er war Vater von drei Kindern.